# スペイングランプリ
スペイングランプリ（スペインGP、英: Spanish Grand Prix、西: Gran Premio de España、カタルーニャ語: Gran Premi d'Espanya）は、スペインで行われるF1の選手権レースの1つ。

## 概要
スペインGPはF1黎明期の1951年から1981年まで断続的に開催されていたが、1986年から1990年までアンダルシア州のヘレス・サーキットで、1991年から2025年までバルセロナ近郊のカタロニア・サーキットで継続的に開催された。2026年からはマドリードのマドリンクで10年契約で開催する予定である。シーズン開幕からアジア・オセアニア地域を転戦したのち、ここからヨーロッパラウンドの戦いが始まり、マシンに大掛かりなアップデートを施すチームもある。カタロニア・サーキットはシーズン開幕前のプレシーズンテストでも使われることが多く走り慣れていることもあり、ここでの成績から中盤戦以降の力関係を予想することもできる。ヨーロッパラウンドの中でもイタリア・ポルトガルと並びもっとも南に位置する地域で行われるレースであり、開催時期もあいまって猛暑の中での開催となることも多い。

## 歴史
1913年にマドリード近郊のグアダラマ山脈のロードコースで、ツーリングカーイベントとして初開催された。1923年にはカタルーニャ州のシッチェスに建設されたオーバルトラック (Autódromo de Sitges-Terramar)にて、欧州のグランプリ規定に則ったレースが開催された。1926年以降はバスク地方のラサルテ・サーキット (Circuito Lasarte) へ舞台を移したが、1936年にスペイン内戦が勃発すると長い中断期間に入った。
1950年にF1世界選手権が創設されると、1951年と1954年にバルセロナ市街地のペドラルベス公道コースで再開された。しかし、ル・マン24時間レースの大事故の影響で1955年のグランプリが中止され、以後1966年まで開催されなかった。
1967年にノンチャンピオンシップ戦として再開。1968年よりF1世界選手権に復帰し、1975年までマドリード近郊のハラマ・サーキットとバルセロナの公園内にあるモンジュイック・サーキットで交互に開催された。モンジュイックはガードレールなど施設安全面に問題があり、1975年の観客死傷事故を最後に使われなくなり、1976年から1981年まではツイスティーなハラマで連続開催された。
1986年にはアンダルシア州に新設されたヘレス・サーキットで再開され、隣国のポルトガルGPとセットで、シーズン終盤の「イベリア半島連戦」として開催された。ヘレスはハラマと似た抜き所の少ないレイアウトが歓迎されず、1991年以降はバルセロナ郊外に新設されたカタロニア・サーキットに舞台を移すことになった。
2008年からバレンシア市街地コースでヨーロッパGPの開催が始まったことにより、スペインで2つのレースが開催されることになったが、FIAによる1国1開催の徹底やスペイン国内の経済状況も踏まえ、2014年よりカタロニアとバレンシアで隔年開催することに合意したと伝えられたが、カタロニア側は少なくとも契約期間内の2016年までは当地で開催すると主張し、2013年からはカタロニアのみの開催となった。2015年、カタロニアとの開催契約を2019年まで延長することが発表された。
2020年以降の開催に関しては、F1を経営するリバティメディアとの交渉は2018年から行われていたが、観客動員数の減少や同国の英雄フェルナンド・アロンソが2019年以降の動向が不透明である点から、交渉に進展がなく、むしろ例年カタロニアで開催されている5月にオランダGPが復活する見込みとなったことやアロンソがF1引退という形で2019年以降参戦しないことを表明したため（当時はF1引退と見られていたが、2021年にF1復帰を果たしている）、開催継続が危ぶまれていた。主催者であるRACC（カタルーニャ・リアル自動車クラブ）は開催継続へ向けて、スペイン政府などに財政支援を要請した結果、カタルーニャ州は1年の開催延長を承認し、ひとまず2020年の開催にこぎつけ、2021年以降の開催契約交渉についての猶予を得ることができた。だが、猶予を得て交渉は行われていたものの、2021年は何とか開催契約を締結したものの、2022年以降の契約に関しては進展がなく、メディアからは、スペインGPは、2022年以降のF1のスケジュールから脱落する候補と思われていた。そんななか、2021年11月に一部メディアでカタルーニャ州政府が契約更新を承認したと報道。その報道の数日後の2021年11月26日、スペインGPの開催契約を2026年まで延長したことを発表。これにより、スペインGPは少なくとも2026年までカタロニアで開催される予定であったが、2026年からマドリード市内の公道及び常設コースを組み合わせた新設サーキット「マドリンク」で2035年までの開催契約が2024年1月に結ばれた。カタロニア側も2026年以降の開催継続についてF1との交渉を行い、アロンソをアンバサダーに迎え、2026年についてはカタロニアとマドリンクの2ヶ所で開催されることが決まった。ただし、スペインGPの名称で開催されるのはマドリンクであるため、カタロニアのレースについては同サーキットで開催されているFIMロードレース世界選手権（MotoGP）と同様に「カタルーニャGP」の名称となる可能性が高いとされている。

## 主な出来事

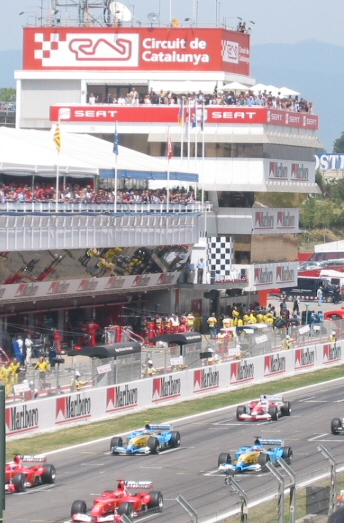
2003年のスペインGP

- 1951年 - F1での初開催は最終戦のチャンピオン決定レースとなった。フェラーリチームがタイヤ選択を失敗し、アルファロメオのファン・マヌエル・ファンジオが自身初のタイトルを獲得した。この年限りで撤退するアルファロメオにとって、F1最後の勝利となった。
- 1969年 - 高層式ウイングの破損によりロータスのヨッヘン・リントがクラッシュして顔面を骨折。次戦モナコGPよりウィングの固定や高さ制限が導入された。
- 1975年 - 予選では安全対策の不備を理由にボイコット騒ぎが発生。レースはロルフ・シュトメレンのコースアウトにより観客4人の死亡事故が発生し赤旗終了。F1史上2人目の女性ドライバーであるレラ・ロンバルディが6位入賞して0.5ポイントを獲得し[注 2]、F1で唯一の入賞記録を持つ女性ドライバーとなった。
- 1976年 - このレースよりマシンの全高制限が施行され、当時流行した大型インダクションポッドが姿を消した。ティレルの6輪車P34がデビューした。トップチェッカーを受けたジェームス・ハント（マクラーレン）が車両寸法違反により失格し、ニキ・ラウダ（フェラーリ）が繰り上がり優勝と判定されたが、マクラーレンの抗議で2ヵ月後にハントの優勝が復活した。
- 1980年 - 国際自動車スポーツ連盟（FISA）とF1コンストラクター協会（FOCA）の政治的対立のあおりを受け、レース後にFOCAから選手権除外を通達された。
- 1981年 - ジル・ヴィルヌーヴ（フェラーリ）、ジャック・ラフィット（リジェ）、ジョン・ワトソン（マクラーレン）、カルロス・ロイテマン（ウィリアムズ）、エリオ・デ・アンジェリス（ロータス）の5人が相次いでゴールし、優勝から5位までが1.24秒差という緊張感あふれるレースが展開された。2位以下の車が、後続よりも明らかに遅い首位のフェラーリを抜くことが出来なかったことで、ハラマにおけるコース幅の狭さとストレートの短さをあらわしたレースとなった。
- 1986年 - 新設のヘレスで行われ、アイルトン・セナ（ロータス）とナイジェル・マンセル（ウィリアムズ）によりその差0.014秒というゴール前での僅少差の攻防戦が演じられた。
- 1990年 - マーティン・ドネリー（ロータス）が瀕死の重傷を負う大クラッシュが発生。
- 1994年 - ベネトンのミハエル・シューマッハは5速ギアしか使えなくなってしまったマシンを巧みに駆り、2位でフィニッシュした。
- 1996年 - シューマッハが大雨の中で独走し、フェラーリ移籍後初優勝を果たす。
- 2001年 - スペインGP4連勝を目指したミカ・ハッキネン（マクラーレン）が優勝目前の最終ラップにマシントラブルのためリタイア。
- 2004年 - ジミー・ジャンプがコースに乱入。
- 2006年 - ルノーのフェルナンド・アロンソがスペイン人ドライバーとして初の母国GP制覇。
- 2008年 - スーパーアグリの売却交渉失敗が発覚。このレースを最後にF1から撤退した。
- 2012年 - ウィリアムズのパストール・マルドナドがベネズエラ人ドライバーとしてF1初優勝。レース後、勝利を祝うウィリアムズのピット内で火災騒動が発生。
- 2016年 - スタート直後にメルセデスのニコ・ロズベルグとルイス・ハミルトンが接触しリタイアとなる。このレースからレッドブルに移籍したマックス・フェルスタッペンが18歳228日で初優勝を果たしF1最年少優勝記録を更新[18]。オランダ人初のF1ウィナーとなった。
- 2019年 - メルセデスが開幕から5戦連続の1-2フィニッシュを達成。5戦連続はF1タイ記録で[19]、開幕からの5戦連続はF1新記録[20]。
- 2020年 - アルファロメオのキミ・ライコネンが37周目でF1通算走行距離83,847km(およそ地球2周分)を記録し、フェルナンド・アロンソが保持していた最長走行記録(83,846km)を更新した[21][22][注 3]。
- 2025年 - マクラーレンが1-2フィニッシュを決め、チームとしては2005年以来20年ぶりの勝利を挙げた。唯一マクラーレン勢に対抗できたフェルスタッペンは戦略とドライビングでミスを重ねて後退し、ジョージ・ラッセルとの接触でペナルティも受け、10位に順位を下げてしまった[24]。

## 過去の結果と開催サーキット
- ピンク地はF1世界選手権以外で開催された年。
- グリーン地は第二次世界大戦前に行われていた世界マニュファクチャラーズ選手権（英語版）[注 4]の一戦として開催された年。ラウンドの数字は同選手権のもの。
- クリーム地は第二次世界大戦前に行われていたヨーロッパ・ドライバーズ選手権[注 5]の一戦として開催された年。ラウンドの数字は同選手権のもの。

### F1世界選手権レース開催前（1913年-1935年）
1913年は「RACE（スペイン王立自動車クラブ、西: Real Automóvil Club de España）グランプリ (RACE Grand Prix)」の名称でツーリングカーレースとして、1928年-1929年はスポーツカーレースとして開催された。
1936年-1950年はスペイン内戦と第二次世界大戦の影響により開催されなかった。
| 年          | 決勝日     | ラウンド   | サーキット | 勝者                             | コンストラクター   | 結果       |
| ----------- | ---------- | ---------- | ---------- | -------------------------------- | ------------------ | ---------- |
| 1913 (en)   | 06月15日   | 非選手権   | グアダラマ | カルロス・デ・サマランカ         | ロールス・ロイス   | 詳細 (es)  |
| 1914 - 1922 | 開催されず | 開催されず | 開催されず | 開催されず                       | 開催されず         | 開催されず |
| 1923 (en)   | 10月28日   | 非選手権   | シッチェス | アルベール・ディーヴォ           | サンビーム         | 詳細 (es)  |
| 1924        | 開催されず | 開催されず | 開催されず | 開催されず                       | 開催されず         | 開催されず |
| 1925        | 開催されず | 開催されず | 開催されず | 開催されず                       | 開催されず         | 開催されず |
| 1926 (en)   | 07月25日   | 非選手権   | ラサルテ   | バルトロメオ・コンスタンティーニ | ブガッティ         | 詳細 (en)  |
| 1927 (en)   | 07月31日   | 3          | ラサルテ   | ロベール・ブノワ                 | ドラージュ         | 詳細 (en)  |
| 1928 (en)   | 07月29日   | 非選手権   | ラサルテ   | ルイ・シロン                     | ブガッティ         | 詳細       |
| 1929 (en)   | 07月28日   | 非選手権   | ラサルテ   | ルイ・リガル                     | アルファロメオ     | 詳細       |
| 1930 (en)   | 10月05日   | 非選手権   | ラサルテ   | アキーレ・ヴァルツィ             | マセラティ         | 詳細 (en)  |
| 1931        | 開催されず | 開催されず | 開催されず | 開催されず                       | 開催されず         | 開催されず |
| 1932        | 開催されず | 開催されず | 開催されず | 開催されず                       | 開催されず         | 開催されず |
| 1933        | 09月24日   | 非選手権   | ラサルテ   | ルイ・シロン                     | アルファロメオ     | 詳細 (en)  |
| 1934        | 09月23日   | 非選手権   | ラサルテ   | ルイジ・ファジオーリ             | メルセデス・ベンツ | 詳細 (en)  |
| 1935        | 09月22日   | 7          | ラサルテ   | ルドルフ・カラツィオラ           | メルセデス・ベンツ | 詳細 (en)  |

### F1世界選手権レース開催後（1951年-）
| 年          | 決勝日     | ラウンド   | サーキット     | 勝者                           | コンストラクター （括弧内はノンワークスチーム） | 結果       |
| ----------- | ---------- | ---------- | -------------- | ------------------------------ | ----------------------------------------------- | ---------- |
| 1951        | 10月28日   | 8          | ペドラルベス   | ファン・マヌエル・ファンジオ   | アルファロメオ                                  | 詳細       |
| 1952        | 開催されず | 開催されず | 開催されず     | 開催されず                     | 開催されず                                      | 開催されず |
| 1953        | 開催されず | 開催されず | 開催されず     | 開催されず                     | 開催されず                                      | 開催されず |
| 1954        | 10月24日   | 9          | ペドラルベス   | マイク・ホーソーン             | フェラーリ                                      | 詳細       |
| 1955 - 1966 | 開催されず | 開催されず | 開催されず     | 開催されず                     | 開催されず                                      | 開催されず |
| 1967        | 11月12日   | 非選手権   | ハラマ         | ジム・クラーク                 | ロータス-フォード                               | 詳細       |
| 1968        | 05月12日   | 2          | ハラマ         | グラハム・ヒル                 | ロータス-フォード                               | 詳細       |
| 1969        | 05月04日   | 2          | モンジュイック | ジャッキー・スチュワート       | マトラ-フォード （マトラ・インターナショナル）  | 詳細       |
| 1970        | 04月19日   | 2          | ハラマ         | ジャッキー・スチュワート       | マーチ-フォード （ティレル）                    | 詳細       |
| 1971        | 04月18日   | 2          | モンジュイック | ジャッキー・スチュワート       | ティレル-フォード                               | 詳細       |
| 1972        | 05月01日   | 2          | ハラマ         | エマーソン・フィッティパルディ | ロータス-フォード                               | 詳細       |
| 1973        | 04月29日   | 4          | モンジュイック | エマーソン・フィッティパルディ | ロータス-フォード                               | 詳細       |
| 1974        | 04月28日   | 4          | ハラマ         | ニキ・ラウダ                   | フェラーリ                                      | 詳細       |
| 1975        | 04月27日   | 4          | モンジュイック | ヨッヘン・マス                 | マクラーレン-フォード                           | 詳細       |
| 1976        | 05月02日   | 4          | ハラマ         | ジェームス・ハント             | マクラーレン-フォード                           | 詳細       |
| 1977        | 05月08日   | 5          | ハラマ         | マリオ・アンドレッティ         | ロータス-フォード                               | 詳細       |
| 1978        | 06月04日   | 7          | ハラマ         | マリオ・アンドレッティ         | ロータス-フォード                               | 詳細       |
| 1979        | 04月29日   | 5          | ハラマ         | パトリック・デパイユ           | リジェ-フォード                                 | 詳細       |
| 1980        | 06月01日   | 非選手権   | ハラマ         | アラン・ジョーンズ             | ウィリアムズ-フォード                           | 詳細       |
| 1981        | 06月21日   | 7          | ハラマ         | ジル・ヴィルヌーヴ             | フェラーリ                                      | 詳細       |
| 1982 - 1985 | 開催されず | 開催されず | 開催されず     | 開催されず                     | 開催されず                                      | 開催されず |
| 1986        | 04月13日   | 2          | ヘレス         | アイルトン・セナ               | ロータス-ルノー                                 | 詳細       |
| 1987        | 09月27日   | 13         | ヘレス         | ナイジェル・マンセル           | ウィリアムズ-ホンダ                             | 詳細       |
| 1988        | 10月02日   | 14         | ヘレス         | アラン・プロスト               | マクラーレン-ホンダ                             | 詳細       |
| 1989        | 10月01日   | 14         | ヘレス         | アイルトン・セナ               | マクラーレン-ホンダ                             | 詳細       |
| 1990        | 09月30日   | 14         | ヘレス         | アラン・プロスト               | フェラーリ                                      | 詳細       |
| 1991        | 09月29日   | 14         | カタロニア     | ナイジェル・マンセル           | ウィリアムズ-ルノー                             | 詳細       |
| 1992        | 05月03日   | 4          | カタロニア     | ナイジェル・マンセル           | ウィリアムズ-ルノー                             | 詳細       |
| 1993        | 05月09日   | 5          | カタロニア     | アラン・プロスト               | ウィリアムズ-ルノー                             | 詳細       |
| 1994        | 05月29日   | 5          | カタロニア     | デイモン・ヒル                 | ウィリアムズ-ルノー                             | 詳細       |
| 1995        | 05月14日   | 4          | カタロニア     | ミハエル・シューマッハ         | ベネトン-ルノー                                 | 詳細       |
| 1996        | 06月02日   | 7          | カタロニア     | ミハエル・シューマッハ         | フェラーリ                                      | 詳細       |
| 1997        | 05月25日   | 6          | カタロニア     | ジャック・ヴィルヌーヴ         | ウィリアムズ-ルノー                             | 詳細       |
| 1998        | 05月10日   | 5          | カタロニア     | ミカ・ハッキネン               | マクラーレン-メルセデス                         | 詳細       |
| 1999        | 05月30日   | 5          | カタロニア     | ミカ・ハッキネン               | マクラーレン-メルセデス                         | 詳細       |
| 2000        | 05月07日   | 5          | カタロニア     | ミカ・ハッキネン               | マクラーレン-メルセデス                         | 詳細       |
| 2001        | 04月29日   | 5          | カタロニア     | ミハエル・シューマッハ         | フェラーリ                                      | 詳細       |
| 2002        | 04月28日   | 5          | カタロニア     | ミハエル・シューマッハ         | フェラーリ                                      | 詳細       |
| 2003        | 05月04日   | 5          | カタロニア     | ミハエル・シューマッハ         | フェラーリ                                      | 詳細       |
| 2004        | 05月09日   | 5          | カタロニア     | ミハエル・シューマッハ         | フェラーリ                                      | 詳細       |
| 2005        | 05月08日   | 5          | カタロニア     | キミ・ライコネン               | マクラーレン-メルセデス                         | 詳細       |
| 2006        | 05月14日   | 6          | カタロニア     | フェルナンド・アロンソ         | ルノー                                          | 詳細       |
| 2007        | 05月13日   | 4          | カタロニア     | フェリペ・マッサ               | フェラーリ                                      | 詳細       |
| 2008        | 04月27日   | 4          | カタロニア     | キミ・ライコネン               | フェラーリ                                      | 詳細       |
| 2009        | 05月10日   | 5          | カタロニア     | ジェンソン・バトン             | ブラウン-メルセデス                             | 詳細       |
| 2010        | 05月09日   | 5          | カタロニア     | マーク・ウェバー               | レッドブル-ルノー                               | 詳細       |
| 2011        | 05月22日   | 5          | カタロニア     | セバスチャン・ベッテル         | レッドブル-ルノー                               | 詳細       |
| 2012        | 05月13日   | 5          | カタロニア     | パストール・マルドナド         | ウィリアムズ-ルノー                             | 詳細       |
| 2013        | 05月12日   | 5          | カタロニア     | フェルナンド・アロンソ         | フェラーリ                                      | 詳細       |
| 2014        | 05月11日   | 5          | カタロニア     | ルイス・ハミルトン             | メルセデス                                      | 詳細       |
| 2015        | 05月10日   | 5          | カタロニア     | ニコ・ロズベルグ               | メルセデス                                      | 詳細       |
| 2016        | 05月15日   | 5          | カタロニア     | マックス・フェルスタッペン     | レッドブル-タグ・ホイヤー                       | 詳細       |
| 2017        | 05月14日   | 5          | カタロニア     | ルイス・ハミルトン             | メルセデス                                      | 詳細       |
| 2018        | 05月13日   | 5          | カタロニア     | ルイス・ハミルトン             | メルセデス                                      | 詳細       |
| 2019        | 05月12日   | 5          | カタロニア     | ルイス・ハミルトン             | メルセデス                                      | 詳細       |
| 2020        | 08月16日   | 6          | カタロニア     | ルイス・ハミルトン             | メルセデス                                      | 詳細       |
| 2021        | 05月09日   | 4          | カタロニア     | ルイス・ハミルトン             | メルセデス                                      | 詳細       |
| 2022        | 05月22日   | 6          | カタロニア     | マックス・フェルスタッペン     | レッドブル-RBPT                                 | 詳細       |
| 2023        | 06月04日   | 8          | カタロニア     | マックス・フェルスタッペン     | レッドブル-ホンダ・RBPT                         | 詳細       |
| 2024        | 06月23日   | 10         | カタロニア     | マックス・フェルスタッペン     | レッドブル-ホンダ・RBPT                         | 詳細       |
| 2025        | 06月01日   | 9          | カタロニア     | オスカー・ピアストリ           | マクラーレン-メルセデス                         | 詳細       |

### 開催されたサーキット

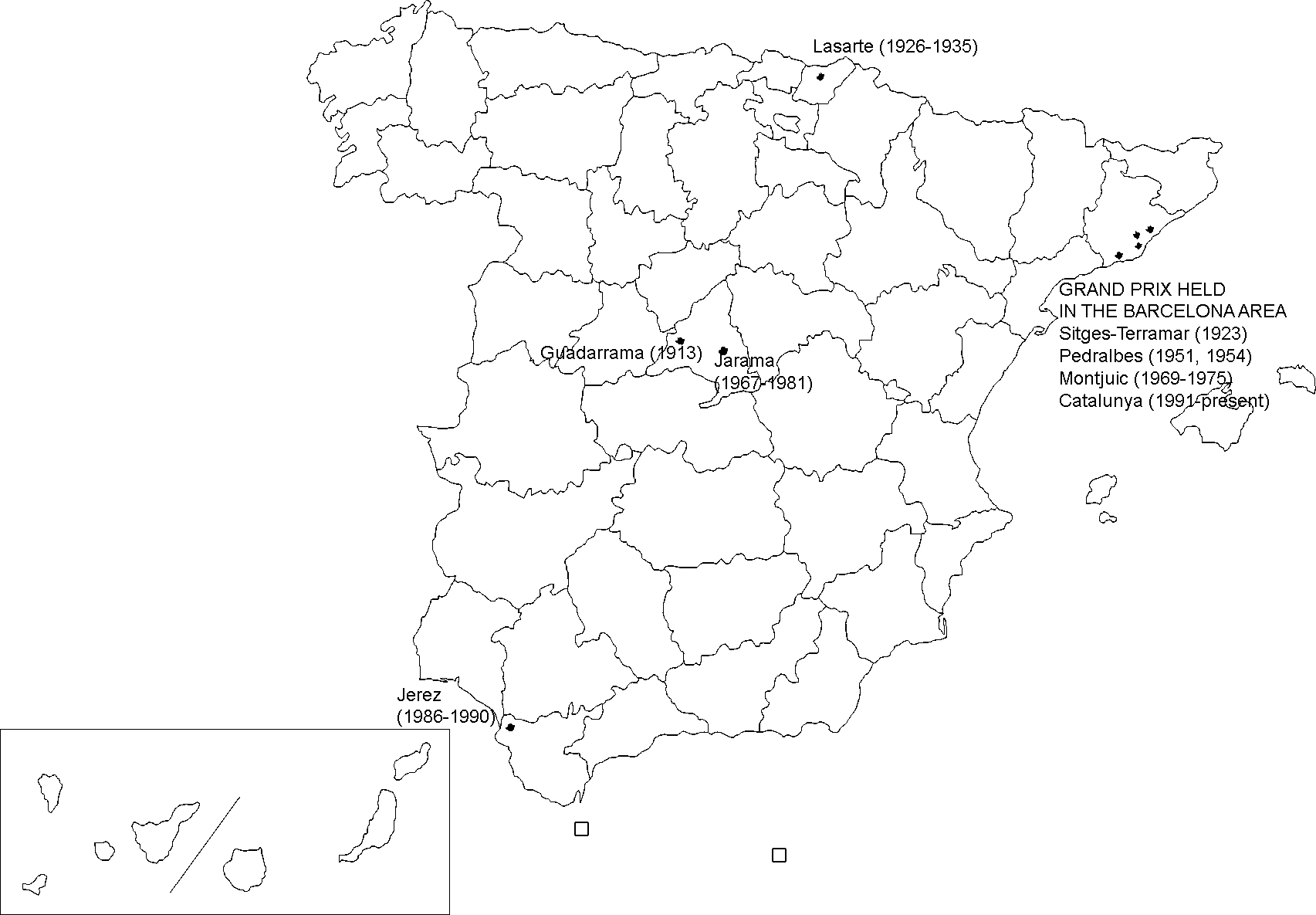
スペインGPの開催地

F1世界選手権レース開催前（1913年-1935年）

グアダラマ (1913)
シッチェス (1923)
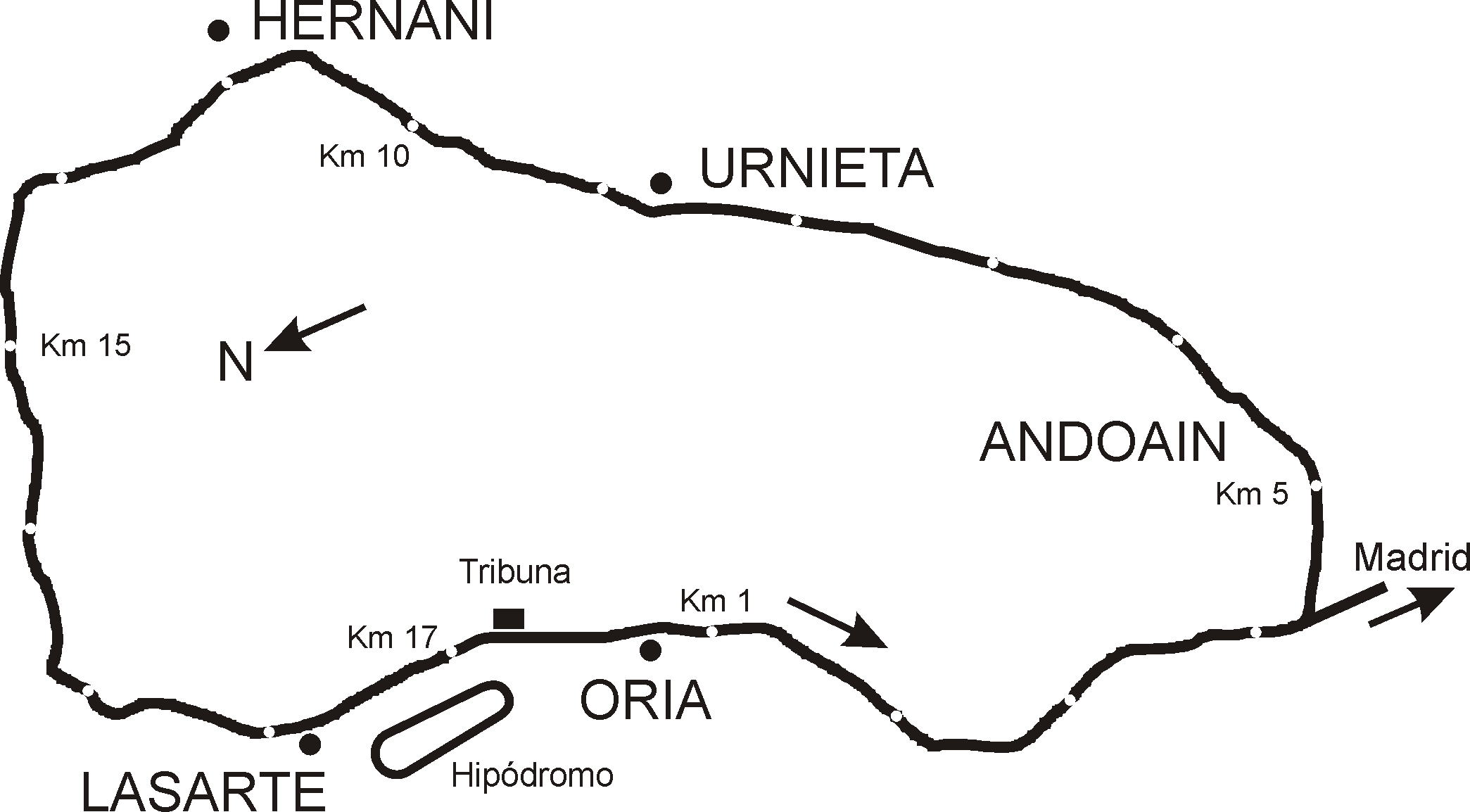
ラサルテ (1926-1930, 1933-1935)

F1世界選手権レース開催後（1951年-）

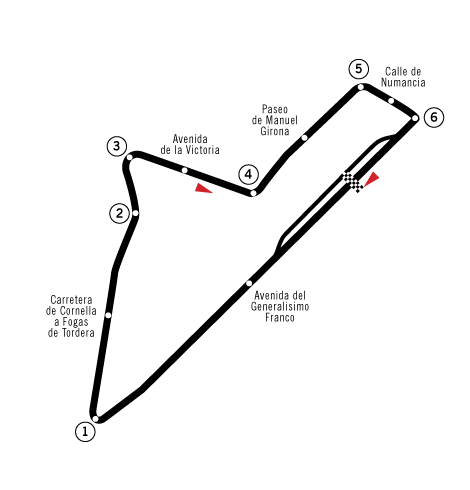
ペドラルベス (1951, 1954)
ハラマ (1967-1968, 1970, 1972, 1974, 1976-1981)
モンジュイック (1969, 1971, 1973, 1975)
ヘレス (1986-1990)
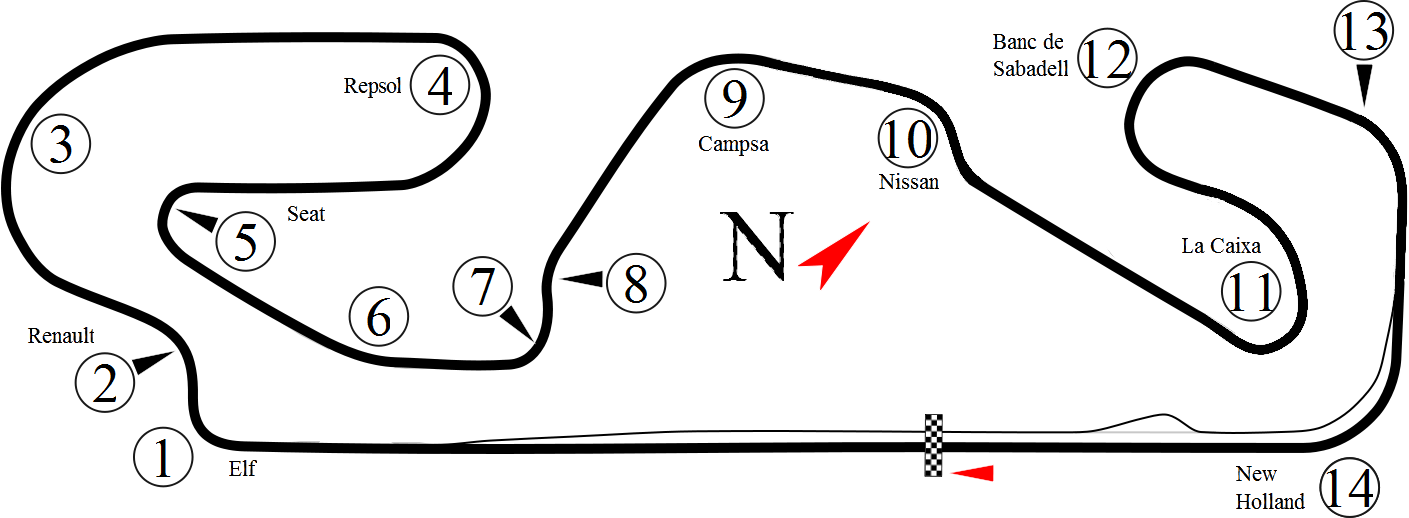
カタロニア (1991-1994)
カタロニア (1995-2003)
カタロニア (2004-2006)
カタロニア (2007-2020)
カタロニア (2021-2022)
カタロニア (2023-2025)

## 優勝回数
複数回勝利を挙げた者のみ対象とする。

### ドライバー
| 回数 | ドライバー                     | 優勝年                             |
| ---- | ------------------------------ | ---------------------------------- |
| 6    | ミハエル・シューマッハ         | 1995, 1996, 2001, 2002, 2003, 2004 |
| 6    | ルイス・ハミルトン             | 2014, 2017, 2018, 2019, 2020, 2021 |
| 4    | マックス・フェルスタッペン     | 2016, 2022, 2023, 2024             |
| 3    | ジャッキー・スチュワート       | 1969, 1970, 1971                   |
| 3    | ナイジェル・マンセル           | 1987, 1991, 1992                   |
| 3    | アラン・プロスト               | 1988, 1990, 1993                   |
| 3    | ミカ・ハッキネン               | 1998, 1999, 2000                   |
| 2    | ルイ・シロン                   | 1928, 1933                         |
| 2    | エマーソン・フィッティパルディ | 1972, 1973                         |
| 2    | マリオ・アンドレッティ         | 1977, 1978                         |
| 2    | アイルトン・セナ               | 1986, 1989                         |
| 2    | キミ・ライコネン               | 2005, 2008                         |
| 2    | フェルナンド・アロンソ         | 2006, 2013                         |

- 太字は2025年のF1世界選手権に参戦中のドライバー。
- ピンク地はF1世界選手権以外で開催された年。

### コンストラクター
| 回数 | コンストラクター | 優勝年                                                                 |
| ---- | ---------------- | ---------------------------------------------------------------------- |
| 12   | フェラーリ       | 1954, 1974, 1981, 1990, 1996, 2001, 2002, 2003, 2004, 2007, 2008, 2013 |
| 9    | メルセデス       | 1934, 1935, 2014, 2015, 2017, 2018, 2019, 2020, 2021                   |
| 9    | マクラーレン     | 1975, 1976, 1988, 1989, 1998, 1999, 2000, 2005, 2025                   |
| 8    | ウィリアムズ     | 1980, 1987, 1991, 1992, 1993, 1994, 1997, 2012                         |
| 7    | ロータス         | 1967, 1968, 1972, 1973, 1977, 1978, 1986                               |
| 6    | レッドブル       | 2010, 2011, 2016, 2022, 2023, 2024                                     |
| 3    | アルファロメオ   | 1929, 1933, 1951                                                       |
| 2    | ブガッティ       | 1926, 1928                                                             |

- 太字は2025年のF1世界選手権に参戦中のコンストラクター。
- ピンク地はF1世界選手権以外で開催された年。
- クリーム地は第二次世界大戦前に行われていたヨーロッパ・ドライバーズ選手権[注 5]の一戦として開催された年。

### エンジン
| 回数 | メーカー       | 優勝年                                                                                   |
| ---- | -------------- | ---------------------------------------------------------------------------------------- |
| 15   | メルセデス     | 1934, 1935, 1998, 1999, 2000, 2005, 2009, 2014, 2015, 2017, 2018, 2019, 2020, 2021, 2025 |
| 13   | フォード       | 1967, 1968, 1969, 1970, 1971, 1972, 1973, 1975, 1976, 1977, 1978, 1979, 1980             |
| 12   | フェラーリ     | 1954, 1974, 1981, 1990, 1996, 2001, 2002, 2003, 2004, 2007, 2008, 2013                   |
| 11   | ルノー         | 1986, 1991, 1992, 1993, 1994, 1995, 1997, 2006, 2010, 2011, 2012                         |
| 3    | ホンダ         | 1987, 1988, 1989                                                                         |
| 3    | アルファロメオ | 1929, 1933, 1951                                                                         |
| 2    | ホンダ・RBPT   | 2023, 2024                                                                               |
| 2    | ブガッティ     | 1926, 1928                                                                               |

- 太字は2025年のF1世界選手権に参戦中のメーカー。
- ピンク地はF1世界選手権以外で開催された年。
- クリーム地は第二次世界大戦前に行われていたヨーロッパ・ドライバーズ選手権[注 5]の一戦として開催された年。

1. ↑  1998-2005年はイルモアが製造。
2. ↑  コスワースが製造。
3. 1 2  2022-2025年にホンダ・レーシング(HRC)が製造しているRBPT及びホンダ・RBPTと記録は別扱い。

## 冠スポンサー
2010年までは大手通信事業会社テレフォニカの名前を冠したGran Premio de España Telefónica（グラン・プレミオ・デ・エスパーニャ・テレフォニカ）が正式名称となっており、2011年と2012年はサンタンデール銀行が冠スポンサーとなりGran Premio de España Santanderと称した。2013年は冠スポンサーが付かなかったが、2014年から2017年及び2022年はF1にタイヤを供給するピレリが冠スポンサーを務め、レース名称はGran Premio de España Pirelli（2022年はPirelli Gran Premio de España）となり、2018年から2019年は冠スポンサーがエミレーツ航空となり、レース名称もGran Premio de España Emirates（2019年はEmirates Gran Premio de España）に、2020年から2021年及び2024年から2025年はアラムコが冠スポンサーに変わり、レース名称はAramco Gran Premio de Españaに、2023年はAWSが冠スポンサーとなり、名称がAWS Gran Premio de Españaに変更されている。

## スペインGP以外のF1レース
スペインGP以外にもうひとつのF1レースを開催する場合、「1カ国1開催」という原則を回避する手段としてヨーロッパグランプリという名称が使用された。1994年と1997年はヘレスにて開催。2000年代に入ると、スペイン出身のフェルナンド・アロンソの活躍と共に国内では高い人気と注目を集めるようになり、2008年から2012年まではバレンシア市街地コースでヨーロッパグランプリが再び開催された。